# Каратаусай
Каратауса́й (каз. Қаратаусай) — село у складі Мартуцького району Актюбінської області Казахстану. Адміністративний центр Карашайського сільського округу.
Населення — 433 особи (2021; 586 у 2009, 511 у 1999, 615 у 1989).